# Columnea coronocrypta
Columnea coronocrypta är en tvåhjärtbladig växtart som beskrevs av M. Amaya, L.E. Skog och L.P. Kvist. Columnea coronocrypta ingår i släktet Columnea och familjen Gesneriaceae. Inga underarter finns listade i Catalogue of Life.